# Малък тъкач
Малкият тъкач (Ploceus luteolus) е вид птица от семейство Ploceidae.

## Разпространение
Видът е разпространен в Бенин, Буркина Фасо, Гамбия, Гана, Гвинея-Бисау, Еритрея, Етиопия, Камерун, Демократична република Конго, Кот д'Ивоар, Кения, Мали, Мавритания, Нигер, Нигерия, Сенегал, Судан, Танзания, Того, Уганда, Централноафриканската република, Чад и Южен Судан.